# Норте-Пекену
Норте-Пекену (порт. Norte Pequeno) — район (фрегезия) в Португалии, входит в округ Азорские острова. Расположен на острове Сан-Жорже. Является составной частью муниципалитета Кальета. Население составляет 261 человек на 2001 год. Занимает площадь 11,59 км².
Покровителем района считается Лазарь из Вифании (порт. São Lázaro).